# Missão Velha
Missão Velha là một đô thị thuộc bang Ceará, Brasil. Đô thị này có diện tích 651,108 km², dân số năm 2007 là 33448 người, mật độ 51,37 người/km².